# Neotheronia coaequata
Neotheronia coaequata är en stekelart som beskrevs av Krieger 1905. Neotheronia coaequata ingår i släktet Neotheronia och familjen brokparasitsteklar. Inga underarter finns listade i Catalogue of Life.